# Rio Barbate
O rio Barbate (em castelhano:  Río Barbate) é um pequeno rio costeiro da província de Cádiz, no sul da Andaluzia, Espanha. Desagua no oceano Atlântico, em Barbate.